# Espíndola (futebolista)
Janderson Soares de Espíndola, mais conhecido como Espíndola (Rio de Janeiro, 19 de fevereiro de 1975), é um ex-futebolista brasileiro que atuava como atacante.

## Vida pessoal
Janderson tem dois outros irmãos atletas, Cauet Espíndola e o mais famoso deles o goleiro Júlio César, campeão da Copa América de 2004 e das Copa das Confederações de 2009 e 2013 pela Seleção Brasileira.

## Títulos
Vasco da Gama
- Campeonato Brasileiro: 1997